# 犹他州同性婚姻

虹色犹他州地图

犹他州同性婚姻在经过联邦地区法院判决后在2013年12月20日合法化。在法院裁决后，有几十对同性伴侣获得结婚证书。该州总检察长办公室正在对裁决提起上诉。
犹他州是美国第十八个承认同性婚姻的州，也是这些州里政治上最为保守的一州。它是第一个认可同性婚姻而在2008年和2012年总统大选都投给共和党的州。

## 民调
| 2004年11月 | UCEP | 21% | 25% | 54% |
| 2009年1月  | UVC  | 20% | 43% | 37% |
| 2010年11月 | UCEP | 24% | 41% | 35% |
| 2012年2月  | UCEP | 28% | 43% | 29% |

2010年由哥伦比亚大学进行的一项民意调查显示，赞成犹他州是美国最后承认同性婚姻的州这个想法的受访者有22％，比1994年至1996年增加了10％。
2011年进行的民意调查发现，只有27％的美国犹他州选民认为同性婚姻应该合法，而66％的人认为不应该合法，7％的人不确定。在调查中的一个单独的问题显示，60％的受访者支持同性伴侣的法律地位，23％支持同性婚姻，37％支持民事结合，而39％反对一切法律的承认，1％的人不确定。